# Leandro Assis
Leandro Assis é um roteirista e quadrinista brasileiro. Graduou-se em Comunicação Social pela PUC-Rio e estudou storytelling na New York Film Academy. Entre seus trabalhos como roteirista, destacam-se as séries televisivas A Mulher Invisível (TV Globo) e Magnífica 70 (HBO).
A partir de dezembro de 2019, Leandro começou a publicar no Instagram a webcomic Os Bolsominions, referência ao termo pejorativo usado para os seguidores do então presidente Jair Bolsonaro. O desenhista já publicava algumas charges e tiras críticas ao governo de Jair Bolsonaro, então resolveu criar a HQ para falar diretamente sobre seus eleitores, focando na classe média alta do Rio de Janeiro e abordando temas como desigualdade social, homofobia e racismo, entre outros.
Pouco depois de publicar a terceira edição de Os Bolsominions, a webcomic viralizou e o perfil de Leandro saltou de 3 mil para 450 mil seguidores em pouco mais de um mês. O desenhista, então, conheceu pela internet a escritora Triscila Oliveira, que deixou um comentário nesta tira, intitulada "Manteiga" e que contava a história de uma empregada que acorda 4 horas mais cedo que a patroa para chegar a tempo no trabalho e que recebe uma bronca porque a manteiga estava dura no café da manhã e deveria chegar mais cedo para que isso não acontecesse. Após isso, Triscila se tornou corroteirista da webcomic, que foi renomeada para Os Santos e passou a dar foco à vida de duas famílias: uma de brancos ricos da Zona Sul do Rio de Janeiro e outra de suas empregadas domésticas, mulheres negras da periferia.
Durante a pandemia de COVID-19, a webcomic Os Santos foi interrompida provisoriamente, sendo substituída pela série Confinada, ambientada no mesmo universo ficcional, com participação de alguns personagens da outra série, embora com foco em duas personagens novas: a influencer milionária Fran Clemente e sua empregada doméstica Ju, que passam por um período "confinadas" na cobertura de Fran, durante a pandemia. A HQ ganhou uma edição impressa em 2021, publicada pela editora Todavia.
Em setembro de 2020, Leandro e Triscila foram contratados como chargistas pela Folha de S.Paulo, mantendo a parceria focada principalmente na crítica social. Em 2022, ambos ganharam o Prêmio Angelo Agostini de melhor roteirista e de melhor lançamento pela edição impressa de Confinada.